# Franz Schädle

Franz Schädle – 18.01.1942 – Rastenburg/Ostfront

Franz Schädle (* 19. November 1906 in Westerheim; † 2. Mai 1945 in Berlin) war ein deutscher SS-Führer. Schädle war der letzte Kommandant des Führerbegleitkommandos, der persönlichen Leibwache Adolf Hitlers.

## Leben
Schädle war ein Sohn des Landwirts Kasimir Schädle und seine Ehefrau Barbara, geb. Huber. Nach dem Besuch der Handelsschule verdiente Schädle seinen Lebensunterhalt als Bautechniker.
Seit 1930 war Schädle Mitglied der NSDAP (Mitgliedsnummer 73.023) und der SS (Mitgliedsnummer 2.605, 1. Februar 1930).
Schädle absolvierte den ersten SS-Kurs (8. Lehrgang / 1. SS-Kurs der Reichsführerschule; VIII. Lehrgang an der Reichsführer-Schule in München / 1. SS-Lehrgang) vom 31. Januar 1932 bis zum 20. Februar 1932. Spätestens hier traf er nachweislich u. a. auf Adolf Hitler, Heinrich Himmler und August Körber, seinen späteren Kollegen beim FBK.
Am 1. März 1932 wurde Schädle von Heinrich Himmler als einer von acht Männern ausgewählt, die fortan unter der Bezeichnung „Begleitkommando des Führers“ als persönliche Leibwächter Hitlers fungierten und die bis 1945 den engsten Ring des Personenschutzes für den Diktator bilden sollten. In der Folge hielt Schädle sich dreizehn Jahre lang, von 1932 bis 1945, als Leibwächter ständig in der unmittelbaren Umgebung Hitlers auf.
Im Dezember 1944 wurde Schädle als Nachfolger von Bruno Gesche zum Kommandanten des Begleitkommandos und zum Wachkommandeur der Reichskanzlei ernannt. Er behielt diese Funktion bis zu Hitlers Suizid am 30. April 1945 bei. Den Lebenserinnerungen Otto Günsches zufolge war Schädle einer der Männer, die den Leichnam Adolf Hitlers nach seinem Tod aus dem Führerbunker in den Garten der Reichskanzlei trugen und dort verbrannten.
Schädle nahm sich in der Nacht vom 1. zum 2. Mai 1945 in den Räumlichkeiten der Bunkeranlage der Reichskanzlei mit einem Kopfschuss selbst das Leben. Hintergrund war, dass er am 28. April 1945 während der Schlacht um Berlin durch einen Granatsplitter am Bein verwundet worden war und sich daher unfähig fühlte, sich an den Versuchen der übrigen Bunkerinsassen zu beteiligen, aus dem Regierungsviertel zu fliehen und sich der Gefangennahme durch die Rote Armee zu entziehen. Zuvor hatte er vier Männer des Führerbegleitkommandos, die Schädle während des Ausbruchs auf einer Bahre tragen wollten, abgewiesen, um das Leben der anderen nicht zu gefährden.
In dem Film Der Untergang von 2004 wird Schädle von Igor Bubenchikov verkörpert. Seine Selbsttötung ist in einer Szene im Schlussteil des Films zu sehen.

## Beförderungen und Abzeichen
- SS-Sturmführer: 9. Juli 1933
- SS-Obersturmführer: 1. Juli 1934
- SS-Hauptsturmführer: 20. April 1935
- SS-Sturmbannführer:
- SS-Obersturmbannführer:
- Goldenes Parteiabzeichen
- Ehrenwinkel der Alten Kämpfer

## Nachlass
Im Bundesarchiv haben sich Personalunterlagen Schädles erhalten: Eine Akte des Rasse- und Siedlungshauptamtes (RS-Mikrofilm F 183, Bilder 315–459) und eine SS-Führerpersonalakte.